# Hogna inops
Hogna inops este o specie de păianjeni din genul Hogna, familia Lycosidae. A fost descrisă pentru prima dată de Thorell, 1890. Conform Catalogue of Life specia Hogna inops nu are subspecii cunoscute.